# Gabung Makmur
Gabung Makmur is een bestuurslaag in het regentschap Siak van de provincie Riau, Indonesië. Gabung Makmur telt 1231 inwoners (volkstelling 2010).